# Borków (powiat opatowski)
Borków – wieś sołecka w Polsce położona w województwie świętokrzyskim, w powiecie opatowskim, w gminie Iwaniska.
W latach 1975–1998 miejscowość należała administracyjnie do województwa tarnobrzeskiego.
| SIMC    | Nazwa          | Rodzaj    |
| ------- | -------------- | --------- |
| 0793590 | Borków-Kolonia | część wsi |